# Київський психоневрологічний інститут
Київський психоневрологічний інститут — науково-лікувальна установа в Києві, що існувала з 1927 по 1950 рік, а надалі перетворена на Інститут нейрохірургії.

## Передумови створення
У 1901 році лікар-невролог Михайло Лапінський придбав у барона Федора Штейнгеля великий особняк на вулиці Бульварно-Кудрявській у Києві. У 1907 році Лапінський розгорнув в одному з приміщень водолікувальну амбулаторію з електротерапевтичним кабінетом, що 1912 року була перетворена на неврологічний «Бульварно-Кудрявський санаторій», який містив 75 ліжок.
У 1918 році на базі цього санаторію створили 3-й Київський шпиталь Російського Товариства Червоного Хреста. Закріпившись у Києві 1920 року, більшовики перетворили шпиталь на 4-й Радянський санаторій Київського міськздороввідділу.
У вересні 1927 року прийнято рішення створити на базі санаторію Київський психоневрологічний інститут на чолі з Борисом Маньківським і Валентином Гаккебушем.

## Структура інституту
На початку діяльності інститут складався з двох клінік: загальної неврології і психоневрозів. Надалі були створені відділення, згодом виокремлені у відділи. Зокрема, існували такі відділення:
- відділ вегетативної патології (Веніамін Бедер)
- патоморфологічна лабораторія (Леонід Смірнов)
- нейрорентгенологічний відділ із діагностичним та терапевтичним кабінетами Яків Гейнісман)
- лабораторія з вивчення фізіології нервової системи (Данило Воронцов)
- біохімічна лабораторія
- клінічна лабораторія

У 1940 році також створено нейрохірургічний відділ.
У квітні 1941 року клінічний відділ мав такі клініки:
- Клініка загальної неврології (55 ліжок)
- Клініка нейробластоматозів (55 ліжок)
- Нейрохірургічна клініка (70 ліжок)
- Клініка органічної психіатрії (30 ліжок)
- Клініка експериментальної терапії психозів (40 ліжок)

## Довоєнний період
У 1927—1941 році видано 10 збірників наукових праць і 4 монографії. Співробітники захистили 5 докторських і 10 кандидатських дисертацій.

## Друга світова війна
Значну частину співробітників евакуювали на Урал, де на базі інституту створили евакуаційні шпиталі в Нижньому Тагілі та Тавді.
За німецької окупації інститут не працював, а в будівлю перевели Київську міську центральну лікарню, яка займала її до вересня 1943, коли її перевели на територію лікарні Охматдит. Відновлено діяльність інституту вже в листопаді 1943 року.
Уже в середині 1944 року в інституті працювали 2 психіатричні клініки, неврологічна клініка, клінічна та патоморфологічна лабораторії, рентгенкабінет та фізіотерапевтичне відділення.

## Післявоєнний період
У 1945 році були відкриті дитяче, нейрохірургічне та нейроофтальмологічне відділення, а загалом стаціонар налічував 150 ліжок.

## Відомі співробітники

### Директори
- Кабанник Олександра Йосипівна (1935—1937)
- Тарасенко Петро Сергійович (1945—1950[2])

### Інші
- Абашев-Константиновський Авраам Львович
- Арутюнов Олександр Іванович
- Корейша Леонід Олександрович (1939—1941)
- В. М. Слонімська